# Парламентские выборы в Суринаме (2010)
Парламентские выборы в Суринаме прошли 25 мая 2010 года.

## Избирательная система
Национальная ассамблея Суринама состоит из 51 депутата, избираемых по пропорциональной избирательной системе в 10 многомандатных избирательных округах, включающих от 2 до 17 мест. Избирательные округа соответствуют административным округам страны. После парламентских выборов новая Национальная ассамблея избирает президента Суринама.

## Предвыборная кампания
В выборах участвовало девять партий. Было зарегистрировано 324 490 избирателей. Избирались 51 депутат парламента, а также 116 региональных и 752 муниципальных руководителя.
Предвыборные опросы показывали, что с 41 % голосов лидировала коалиция Мега Комбинация, в которую входила Национально-демократическая партия бывшего диктатора Дези Баутерсе. Правящий альянс Новый фронт за демократию и развитие имел поддержку около 22,5 % опрошенных.

## Результаты
| Партия                                                  | Голоса  | %       | Мест |
| ------------------------------------------------------- | ------- | ------- | ---- |
| Мега Комбинация                                         | 95 543  | 40,22   | 23   |
| Новый фронт за демократию и развитие                    | 75 190  | 31,65   | 14   |
| Народный альянс за прогресс                             | 30 844  | 12,98   | 6    |
| Партия за демократию и развитие через единство          | 12 085  | 5,09    | 1    |
| Главная партия обновления демократии-Федерация фермеров | 12 043  | 5,07    | —    |
| А-комбинация                                            | 11 176  | 4,70    | 7    |
| Демократический союз Суринама                           | 284     | 0,12    | —    |
| Перманентное благополучие республики Суринам            | 261     | 0,11    | —    |
| Национальный союз                                       | 149     | 0,06    | —    |
| Всего                                                   | 237 575 | 100     | 51   |
| Зарегистрированных избирателей/ Явка                    | 324 490 | 73,21 % | -    |
| Источник: verkiezingen.gov.sr (недоступная ссылка)      |         |         |      |

## Последующие события
По предварительным результатам, опубликованным 26 мая 2010 года, Мега Комбинация получала 23 из 51 мест парламента по сравнению с 15 на последних выборах, тогда как альянс Новый фронт за демократию и развитие пор руководством президента Рональда Венетиана (который перед выборами заявил, что не будет баллотироваться на новый срок) получали 14 мест. Венетиан исключил возможность альянса совместной работы с НДП до тех пор, пока его возглавляет Баутерсе. На непрямых президентских выборах в июле 2010 года для избрания следующего президента необходимо было большинство в 2/3 голосов. Представители Организации американских государств заявили, что выборы прошли в мирной обстановке без каких-либо нарушений.
Баутерсе не заявлял, будет ли он выдвигаться на пост президента. При этом министр иностранных дел Нидерландов Максим Верхаген заявил, что его правительство будет уважать волю избирателей Суринама, хотя Баутерсе был приговорен к 11 годам лишения свободы голландским судом за торговлю наркотиками. Интерпол выдал ордер на арест Баутерсе, но по законам Суринама он не выдаёт своих граждан.
НДП успешно заключила сделку с бывшими противниками Баутерсе в гражданской войне, альянсом A-Комбинация, что позволило составить большинство в парламенте, однако этого было недостаточно, что иметь 2/3 голосов для избрания президента. Переговоры НДП с Народным альянсом за прогресс для достижению необходимого квалифицированного большинства потерпели неудачу, когда Народный альянс выдвинул чрезмерные требования.
При решении о формировании правительства НДП разошлась с альянсом A-Комбинация по поводу количества постов в кабинете. В результате Новый фронт за демократию и развитие (возглавляемый Национальной партией Суринама) смог сформировать коалицию с A-Комбинаций и Народным альянсом за прогресс, которая с 27 из 51 места парламента позволяла сформировать правительство, но была слишком мала для избрания президента. Это давало возможность Баутерсе быть избранным в последнем туре непрямых президентских выборов в Народном собрании, где НДП имела большинство.
30 июня 2010 года 26 голосами против 24 председателем Палаты представителей была избрана Дженнифер Саймонс от НДП, а Рут Вейденбос Национальной партии была избрана вице-председателем 25 голосами против 24.
В преддверии президентских выборов 19 июля 2010 года Баутерсе убедил A-Комбинацию объединить усилия с ним, дав ему 30-местное большинство, а непосредственно перед выборами ему также удалось склонить Народный альянс присоединиться к нему, что дало ему голоса, необходимые для избрания президентом.